# Through Dumb Luck
Through Dumb Luck è un cortometraggio muto del 1912 scritto e diretto da Dell Henderson sotto la supervisione di Mack Sennett.

## Produzione
Il film fu prodotto dalla Biograph Company.

## Distribuzione
Distribuito dalla General Film Company, il film - un cortometraggio di 172 metri - uscì nelle sale cinematografiche USA il 26 agosto 1912.
Non si conoscono copie ancora esistenti della pellicola che viene considerata presumibilmente perduta.